# Lijst van Nederlandse koloniën en handelsposten

## Noord-Amerika(WIC)
- Nieuw-Nederland (1614-1674):

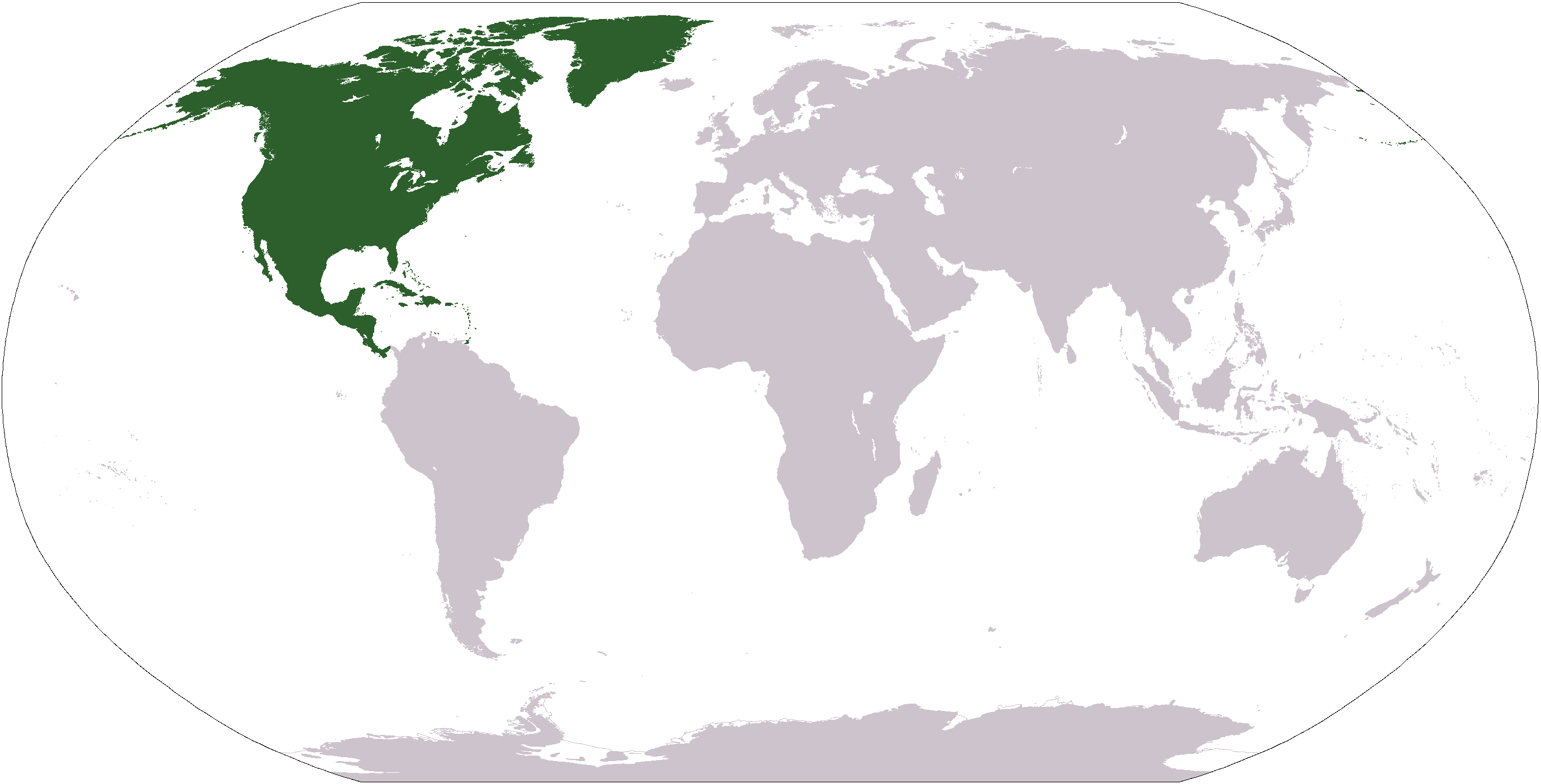
Noord-Amerika

  - Nieuw-Amsterdam/Fort Amsterdam (* 1625), het huidige New York
  - Beverwijck/Fort Oranje (* 1614), het huidige Albany
  - Wiltwijck (* 1652), het huidige  Kingston
  - Fort Goede Hoop (* 1633), het huidige Hartford
  - Nieuw-Amstel/Fort Casimir (* 1651), het huidige New Castle
  - Fort Altena (* 1655), het huidige Wilmington
  - Swaanendael (* 1631), het huidige Lewes
- Nederlands Acadië (1674-1675):
  - Fort Pentagouet destijds hoofdstad van Acadië, het huidige Castine in de staat Maine (Verenigde Staten)
  - Fort Jemseg, het huidige Jemseg in de provincie New Brunswick (Canada)

### Midden-Amerika(WIC)
- Porto Rico
  - San Juan (1625)
- Amerikaanse en Britse Maagdeneilanden:
  - Sint Kruis (Saint Croix) (1625-1650)
  - Thortolleneiland (Tortola) (1648-1672)
  - Anegada (16??-1680)
  - Saint Thomas (1657-1672)
  - Virgin Gorda (1628-1680)
- Anguilla
- Nederlandse Antillen en Aruba (Nederlands West-Indië):
  - Aruba (1636-1805/1815-)
  - Curaçao (1634-1805/1815-)
  - Bonaire (1633-1805/1815-)
  - Sint Maarten (Ned.) en St. Martin (Fr.) (1620-1633 / 1644-1648 (Splitsingsverdrag met de Fransen) / 1648 / 1816-)
  - Sint Eustatius (1636-)
  - Saba (1620s/1640-1816-)

In de loop der tijden zijn de eilanden enige malen in handen geweest van andere Europese mogendheden en hebben zij - in wisselende samenstellingen - verschillende bestuursvormen gekend. Aan deze koloniale status kwam een eind toen op 15 december 1954 het Statuut voor het Koninkrijk der Nederlanden na acht jaar onderhandelen ondertekend werd door Nederland, Suriname en de Nederlandse Antillen.
- Trinidad en Tobago:
  - Nieuw Walcheren (Tobago) (1628-1677)
- Honduras:
  - Trujillo (1623)
  - Baai-eilanden

## Zuid-Amerika(WIC)
- Venezuela:
  - Caracas
  - Punta de Araya
  - Isla Tortuga
  - Unare
  - Aves (eiland)
- Colombia:
  - Santa Marta (1630)

- Nederlands-Guyana
  - Suriname
    - Kolonie Suriname (1667-1954)

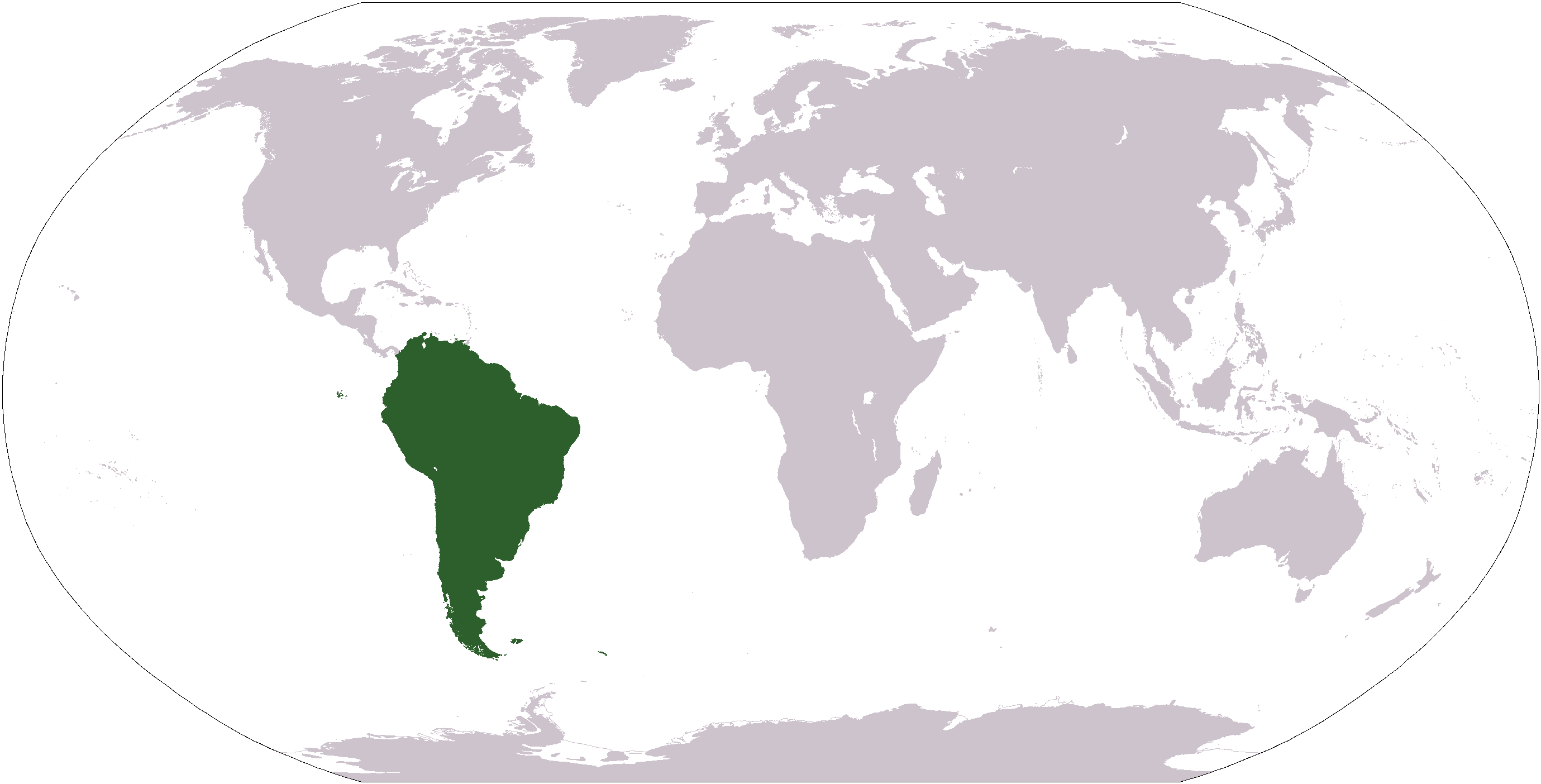
Zuid-Amerika

Suriname

De eerste kolonisatie vond vanaf 1650 plaats door de Britten. Tijdens de Tweede Engelse Oorlog werd Suriname in 1667 door Abraham Crijnssen veroverd op de Engelsen. Bij de Vrede van Breda zagen de Nederlanders voorlopig af van de teruggave van de door de Britten ingenomen Nederlandse kolonie Nieuw-Nederland (de huidige staat New York); op hun beurt eisten de Engelsen niet meteen dat Suriname ontruimd zou worden. In 1954 werd Suriname een land binnen het Koninkrijk der Nederlanden en in 1975 werd Suriname onafhankelijk.
- - Guyana (-1814)
    - Berbice (1627-1814)
    - Demerara (1752-1814)
    - Essequibo (1616-1814)
      - Pomeroon

Guyana

Guyana is in feite onderdeel van een groter gebied dat Guiana werd genoemd - naar het Indiaans voor "land van vele wateren". Het huidige Guyana bestond in de 17e eeuw en 18e eeuw uit de drie Nederlandse koloniën Essequibo, Demerara en Berbice. Na de napoleontische oorlogen werden deze koloniën bij het Congres van Wenen in 1815 officieel overgedragen aan het Verenigd Koninkrijk. Deze drie koloniën werden in 1831 samengevoegd tot Brits Guiana. Guyana werd soms als een kolonie gezien met het Nederlandse Suriname en voor een korte tijd Frans-Guyana, dat ook door de Nederlanders werd veroverd.
- Frans-Guyana (1660-1664 en 1676)
  - Cayenne
- Brazilië:
  - Nederlands-Brazilië (1624-1654)
- Chili:
  - Castro
  - Valdivia
  - Chiloé (1643)

## Afrika(WIC)

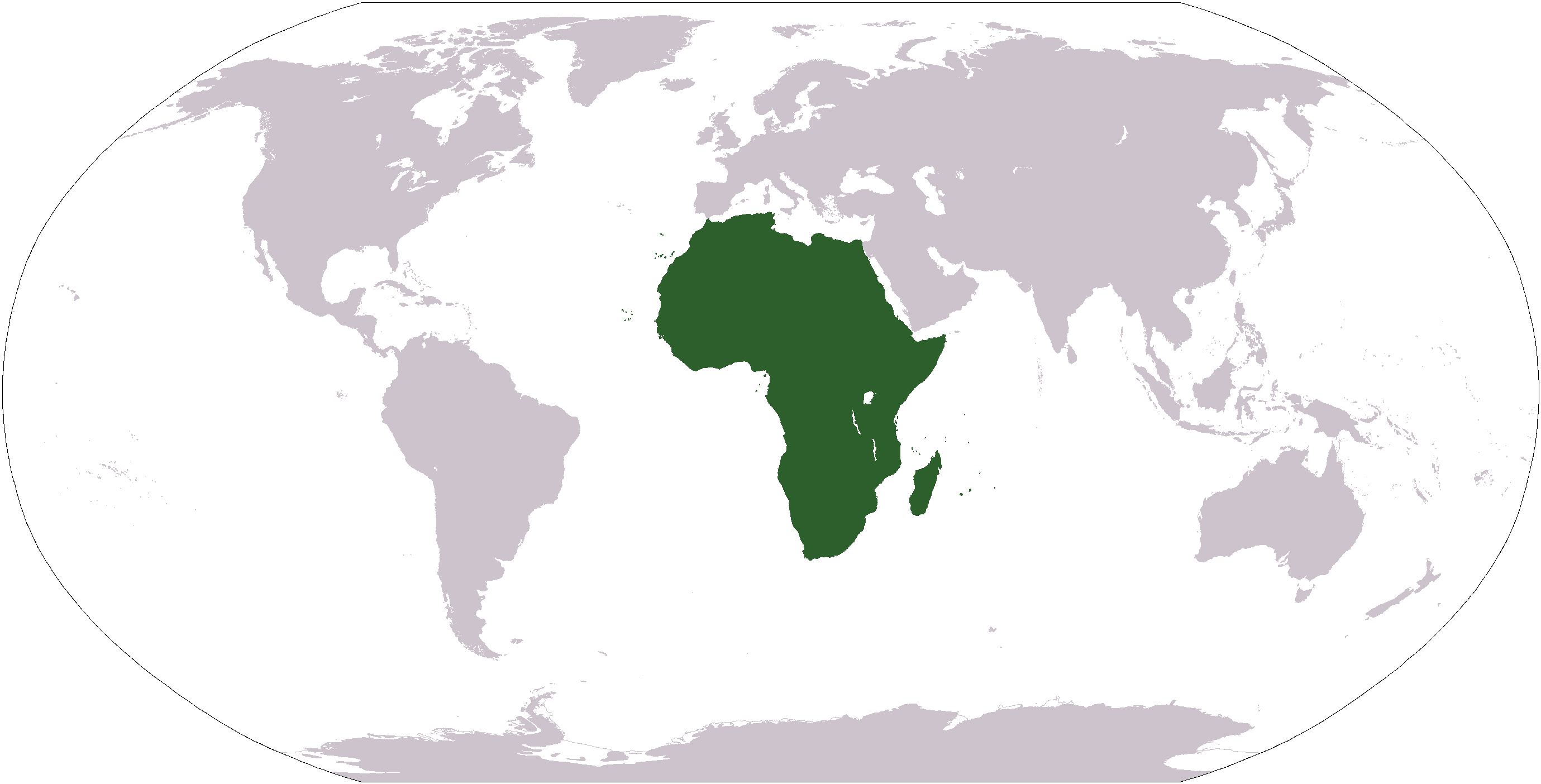
Afrika

- Mauritanië:
  - Arguin (1633-1678 / 1724-1728)
- Sierra Leone:
  - Tasso-eiland (1664)
- Liberia:
  - Kaap Mount

### Senegambia
- Senegal
  - Portudal
  - Rufisque
  - Joal
  - Gorée/Goeree-eiland (1617-1663 / 1664-1677)

### Goudkust
- Ghana: Nederlandse forten

(De kust was bezaaid met Nederlandse handelsposten, de Nederlandse Goudkust)
- - Fort Amsterdam (Ghana) (Nabij Cormantin) (1665 - 1721 / 1785 - 1867 door verdrag met Engeland)
  - Fort Apollonia (16.-1768 / 1868-1872) (Cape Apollonia (Benyin))
  - Fort Batenstein (Nabij Butri) (1656 - 1665 / 166..-1872)
  - Cape Coast Castle
  - Cabo Corço of Oguaa (Zweedse naam: Carolusborg of Carlsborg) (16 april 1659- Mei 1659/ 22 Apr. 1663 - 3 Mei 1664
  - Fort Conraadsburg, Fort de Veer (1810/1811), **Fort Naglas (1828), Fort Java (1828), Fort Scomarus (1828), Fort **Batenstein (1828). (28/9 augustus 1637 - 6 april 1872)
  - Fort Crêvecoeur (Ussher Town (Accra)) (1649-1782/ 1786-1868)
  - Fort Elise Carthago (1650)
  - Fort Goede Hoop (1667 or 1705/06 fort - 1782/1785 - 1867/68)
  - Fort Hollandia (Poquefoe of Pokesu (Princess Town)) 1725 fort - 1814/1815 opgegeven/1687* - 1698/1711 - 1712/1732 - 1804 opgegeven
  - Fort bij Kpone: (1697 - Apr. 1700 / 1706 - ?)
  - Fort Leydsaamneyd of Lijdzaamheid (of Patience, nabij Apam) (1697/1698 - 1782/ 1785-1868)
  - Fort Metalen Kruis, nabij Dixcove (1868 - 1872)
  - Fort Nassau, nabij Mouri (16240 (1598 of 1611 / 12 - 1664/1665 - 1782/1785 - 1867 door verdrag met Engeland)
  - Fort Oranje, nabij Sekondi(1640 of 1670/75 - 1872)
  - Fort Ruychaver (jul./aug. 1654 - 1659)
  - Fort Santo Antonio de Axim (feb. 1642 - 1664 / 1665 - 1872)
  - Fort Elmina (hoofdstad)
  - Fort San Sebastian, nabij Shama (1637 - 1664 / 1664 - 1872)
  - Fort Singelenburgh, nabij Keta (? - 1737)
  - Fort Vredenburg, nabij Komenda (1688 fort - 1782 / 1785 - 1872)
  - Fort Witsenn, nabij Takoradi
  - Sekondi (1782 - 1785)
  - Fort Komenda (1868 - 1872)
  - Cong (Cong-hoogte): - 1659 opgegeven
  - Anomabu (1640-1652)
  - Egya:(1647 - ? / 1663 - 1664)
  - Kumase (1837-1842 / 1848-1853 / 1859-1869)

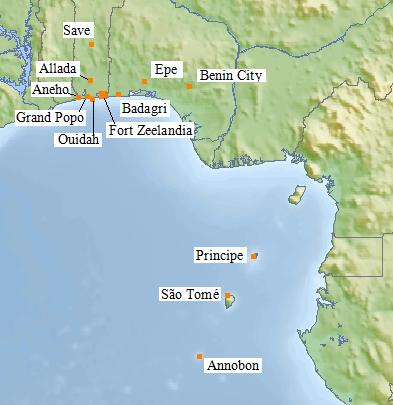
Slavenkust

### Slavenkust
- Togo:
  - Petit Popo of Popo / (Anecho of Aneho) (1731 - 1760)
- Benin:
  - Groot Popo (1680 - ?)
  - Ouidah (1670s. or 1687 / 1702 - 1724 or 1726)
  - Jaquim of Jakri (Godomey) Fort Zelandia (1726 - 1734)
  - Offra (1675 - 1691)
  - Appa of Ardra (1732 - 1736)
  - Save (1660-?.)
  - Allada (1660-?.)
- Nigeria:
  - Benin (1705 - 1736)
  - Badagri (1737 - 1748)
  - Epe (1732 - 1755)

- Equatoriaal-Guinea:

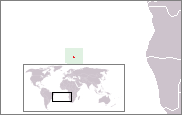
Sint Helena

  - Annobon, 1641 - ?. (? - 1778 Portugees, 1778-1968 Spaans)

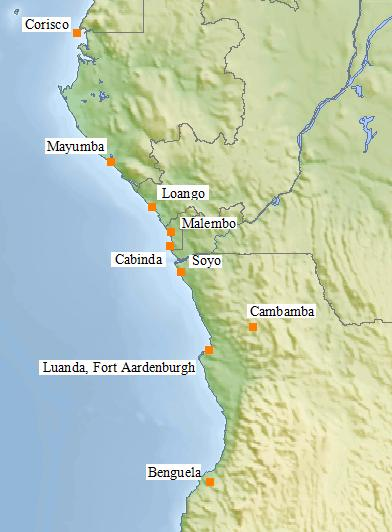
Loango-Angola kust

- Sint Helena (1645-1659)
- Sao Tomé en Principe:
  - Sao Tomé (1641-1648)
  - Principe (eiland) (1589)

### Loango-Angola kust
- Equatoriaal-Guinea:
  - Corsico
- Het Kongogebied:
  - Loango (Boary) (1648 tot en met 1686 en van 1721 tot en met 1726)
  - Ngoyo or G'oy
- Gabon:
  - Mayumba
- Angola:
  - São Paulo de Luanda (Luanda)
  - Fort Aardenburgh (26 Aug. 1641- 21/24 Aug. 1648) naar Portugal
  - Sao Felipe de Benguela: (Sept. 1641- 1648) naar Portugal
  - Pinda of Mpinda (Soyo):(1648) naar Portugal
  - Ensandeira eiland
  - Fort Mols, Cambamba (1643-1648)
  - Malemba (Malembo) (1641-1648)
  - Cabinda (1641-1648)

## Afrika(VOC)
- Zuid-Afrika, de Kaapkolonie (1652-1795, 1803-1806)

Op 6 april 1652 stichtte Jan van Riebeeck in opdracht van de VOC een verversingsstation bij Kaap de Goede Hoop. Schepen van de VOC op weg naar Nederlands-Indië konden hier vers water, groente en fruit inslaan. Het versterkte station groeide snel uit tot een Nederlandse kolonie, hoewel de VOC het verboden had om gebieden te koloniseren.
In Kaapstad en omgeving herinneren veel gebouwen en plaatsnamen aan die tijd. In 1806 komt de Kaapkolonie in Britse handen. De onafhankelijke Boerenrepublieken Transvaal en de Oranje Vrijstaat zijn later door afstammelingen van Nederlandse kolonisten gesticht.
- Namibië:
  - Walvisbaai en andere gebieden (1793)
- Mozambique:
  - Delagoabaai: Fort Lijdzaamheid (1721-1730)
- Madagaskar:
  - Antongilbaai (1641-1647)
  - Fort Dauphin
- Réunion
- Mauritius (1638-1658 /1664-1710)
- Comoren
  - Nzwani

## Azië(VOC)

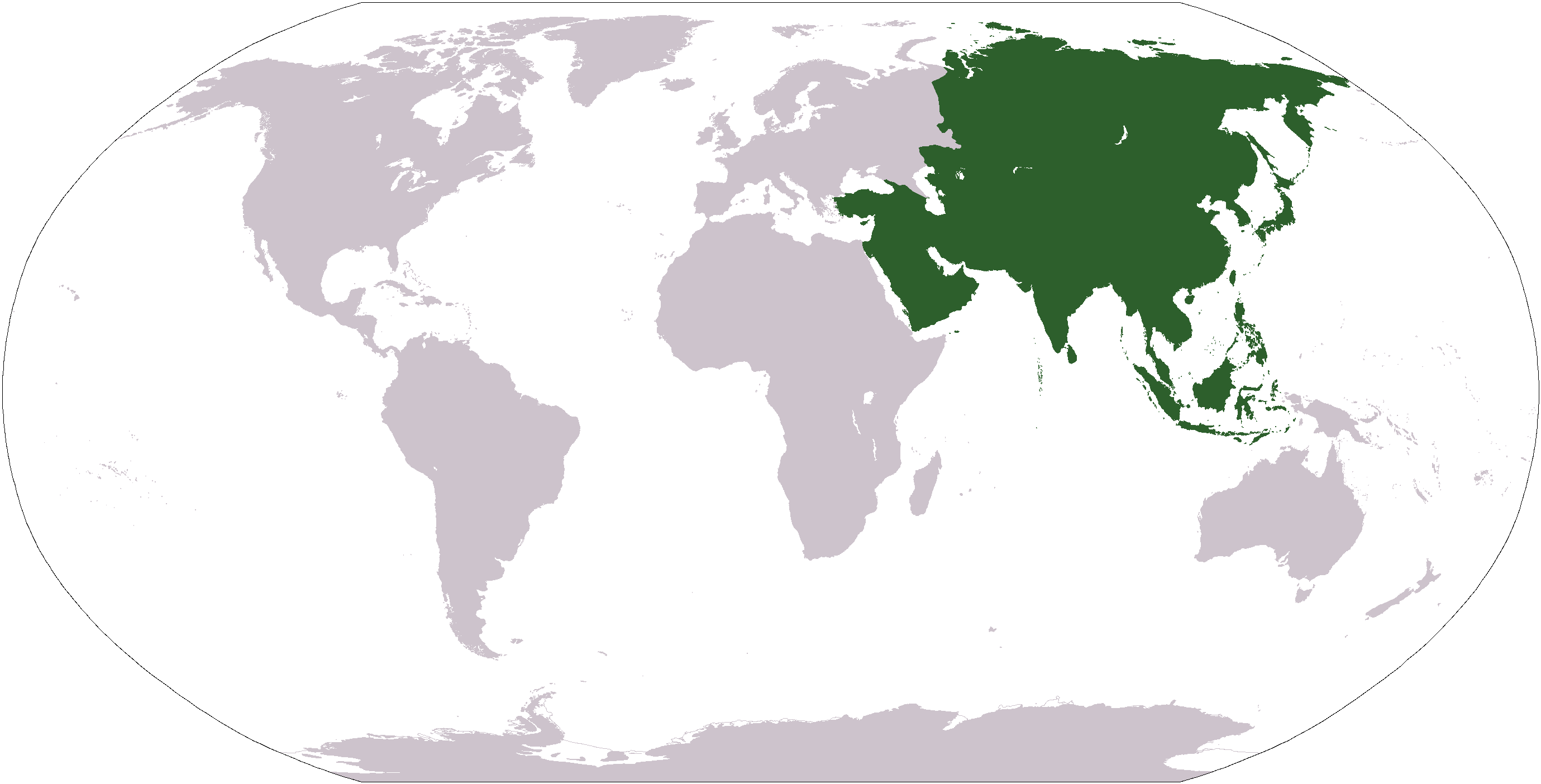
Azië

### Midden-Oosten
- Jemen:
  - Mokka (1620-1817)
  - Aden (1614-1620)
  - Sihiri
- Oman:
  - Muskate (1674)
- Irak:
  - Basra (1645-1646; 1651-??)
- Iran (Perzië): (hier had de VOC handelsposten of een enkel fort)
  - Isfahan (of Ispahan) (1623-1747) (handelspost)
  - Bandar Abbas (of Gamron) (1623-1766) (handelspost)
  - Kharg. Fort Mosselstein (1750-1766)
  - Band-e Kong (1665-1753)
  - Boesjir
  - Lar (karavaanstop tussen Isfahan en Bandar Abbas)
  - Kismus
  - Kerman (handelspost)
  - Sjiraas (handelspost)
- Pakistan:
  - Sindi (1652-1660)

### Zuid-Azië
- India:

Suratte 1616 tot en met 1795
- - Agra (1621-1720)
  - Burhanpur
  - Ahmadabad (1617-1744)
  - Bharuch
  - Vengurla (1637-1685)

Malabar:
(Zuidwestkust van Indië)

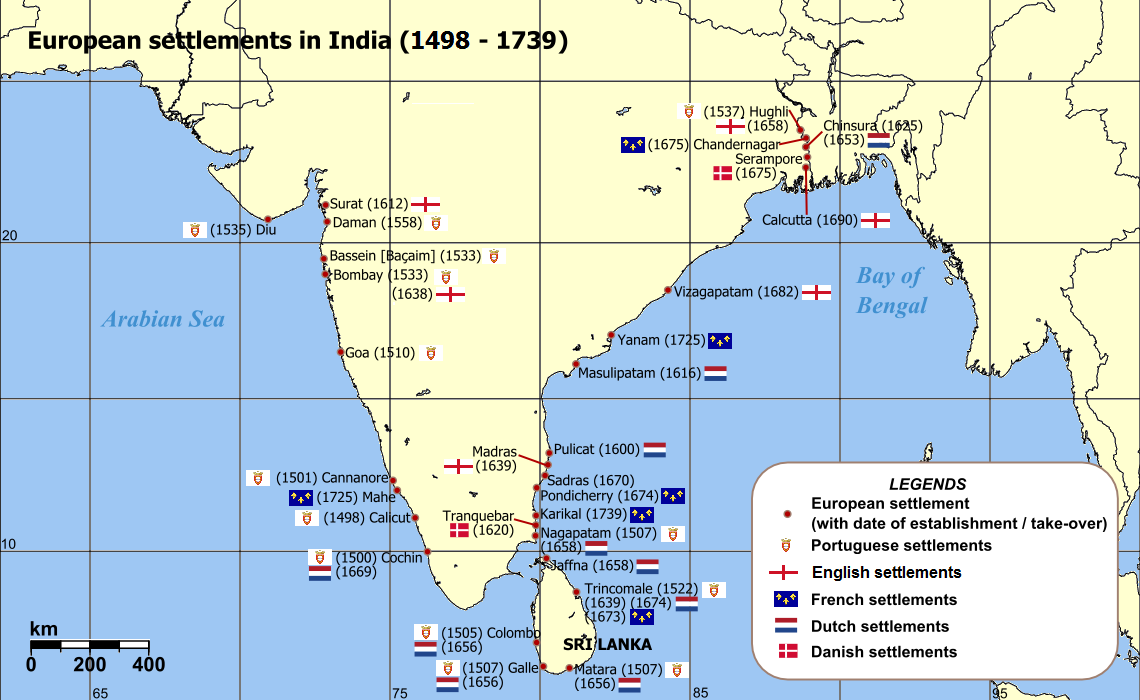
Europese posten in Indië (1501-1739).

- - Cranganore of Cranganor (Kodungallor) (1662)
  - Cochin de Cima (Pallipuram) (1661)
  - Cochin, Cochin de Baixo or Santa Cruz (1663)
  - Quilon (Coylan), nu Kollam (1661)
  - Cannanore (1663-1790)
  - Kundapura (1667 - 1682)
  - Kayankulam (ca. 1645)
  - Ponnani (ca. 1663)

Kust van Coromandel:
(Ooskust van Indië)
- - Golkonda (1662-1733)
  - Bimilipatnam (1687-1795/ 1818-1825)
  - Jaggernaikpoeram (nu Kakinada) (1734 -1795/ 1818-1825)
  - Daatzeram (nu Drakshawarama) (1633-1730)
  - Nagelwanze (1669-1687)
  - Palikol (1613-1781/ 1785-1795/ 1818-1825)
  - Masulipatnam (1605-1756)
  - Petapoeli (Nizampatnam) (1606-1668)
  - Paliacatta (nu Pulicat) (1610-1781/ 1785-1795/ 1805-1825)
  - Sadras (1654-1757/ 1785-1795/ 1818-1825)
  - Tierepopelier (nu Thiruppapuliyur) (1608-1625)
  - Tegenapatnam, Kudalur (nu Cuddalore) (1647-1758)
  - Porto Novo (nu Parangippettai) (1608 tot en met 1 juni 1825)
  - Negapatnam (1658-1781)Maldiven
  - Tuticorin of Tutucorim (1658)
  - Travancore, nu deel van India
- Sri Lanka (Ceylon) (1658-1796)

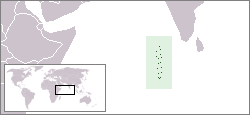
Maldiven

De Portugezen bezetten het in de 16e eeuw, de Nederlanders in 1656. In 1796 werd het veroverd door de Britten, die er in 1802 een kroonkolonie van maakten. Nakomelingen van onderdanen van deze Europese koloniale grootmachten leven ook nu nog op het eiland en worden Burgher genoemd.
- Maldiven (1645-1796)
- Bangladesh (de Bengalen) : 
  - Pipely (1635-..)
  - Hougli/Chinsura (vanaf 1635)
  - Baleshwar(Bellasoor) (vanaf 1676)
  - Murshidabad
  - Dhaka
- Birma: (VOC in Birma)
  - Syriam (1635-1679)
  - Ava (1635-1679)
  - Pegu
- Martaban
  - Martaban (1660)
- Koninkrijk Arakan
  - Mrohaung (1625-1665)
- Thailand (Siam):
  - Ayutthaya (1613 tot 1767)
  - Patani (Pattani) (1602 tot 1623)
  - Singora (Songkhla) (1607 tot 1623)
  - Ligor (Ligoor- Nakhon Si Thammarat) (?-1756)
  - Oedjang Salang (Phuket)
  - Bangkok, Pakhuis Amsterdam
- Cambodja:
  - Ponomping (Phnom Penh)
  - Laauweck (Lawek)

- Maleisië:

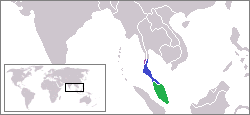
Malakka en Singapore.

  - Malakka (stad en directe omgeving)
  - (gebieden van Borneo, er was geen precieze grens tussen het huidige Maleisië en Indonesië.)
- Singapore

### Nederlands-Indië
- Indonesië (Nederlands Oost-Indië) (1602-1949*/1963*):
  - Ambon (1600-1963)
  - Banda (1621-1963)
  - Batavia, hoofdstad op Java (1619-1963)
  - Java's Noordoostkust
  - Makassar, op eiland Celebes (18 november 1667-1963)
  - Molukken
  - Bantam
  - Sumatra's Westkust
  - Banjarmasin, stad op het eiland Borneo (1606-1963)
  - Cheribon, stad op het eiland Java
  - Palembang, stad op het eiland Sumatra
  - Pontianak, stad op het eiland Borneo
  - Timor (1640-1963)
    - Roti
    - Savoe
    - Soemba
    - Solor
    - het oostelijk deel van Flores
    - Kisar (van 1912 tot 1926)

Nederlands-Indië was een Nederlandse kolonie dat het gebied omvatte wat nu Indonesië is. De eerste Nederlandse bezittingen stammen van de VOC, die onder meer op Java en in de Molukken een aantal eilanden, steden en gebieden bezat. Na de opheffing van de VOC in 1798 gingen ze op de toenmalige Bataafse Republiek over. Na 1800 werden de gebieden officieel Nederlands-Indië. Deze naam komen we echter in stukken van de VOC in de jaren 1620-1622 al tegen als 'Nederlandsch-India'.
- - Nederlands-Nieuw-Guinea (1882-1963)

Nederlands-Nieuw-Guinea (nu: Papoea, een provincie van Indonesië) was van 1949 tot 1962 een overzees gebiedsdeel van Nederland. Voor die tijd maakte het deel uit van Nederlands-Indië; bij de overdracht van de soevereiniteit aan Indonesië behield Nederland Nieuw-Guinea. De motiveringen van de Nederlandse regering hiervoor wisselden herhaaldelijk. In ieder geval werd het Nederlandse beleid sterk bepaald door de houding van Nederland ten opzichte van Indonesië. Enerzijds wilde men Nieuw-Guinea gebruiken als Nederlandse invloedssfeer in de regio; anderzijds wilde men door Nieuw-Guinea te "ontwikkelen" en de Papoea-bevolking te emanciperen bewijzen dat Nederland als koloniale mogendheid niet had gefaald.

### Oost-Azie
- Vietnam (Tonkin/Annam):
  - Tonkin (1636 tot 1699)
  - Hoi An (1636 tot 1741)
- China:
  - Kanton (factorij 1667-1856)
  - Xiamen
  - Hainan
  - Macau (Mislukte invasie in opdracht van Jan Pietersz Coen 1622)

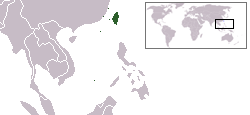
Formosa

- Pescadoreseilanden (1620-1624)

- Taiwan (Formosa) (1624-1662)
- Japan:
  - Desjima (1641-1857)
  - Hirado (1609-1641)

## Oceanië

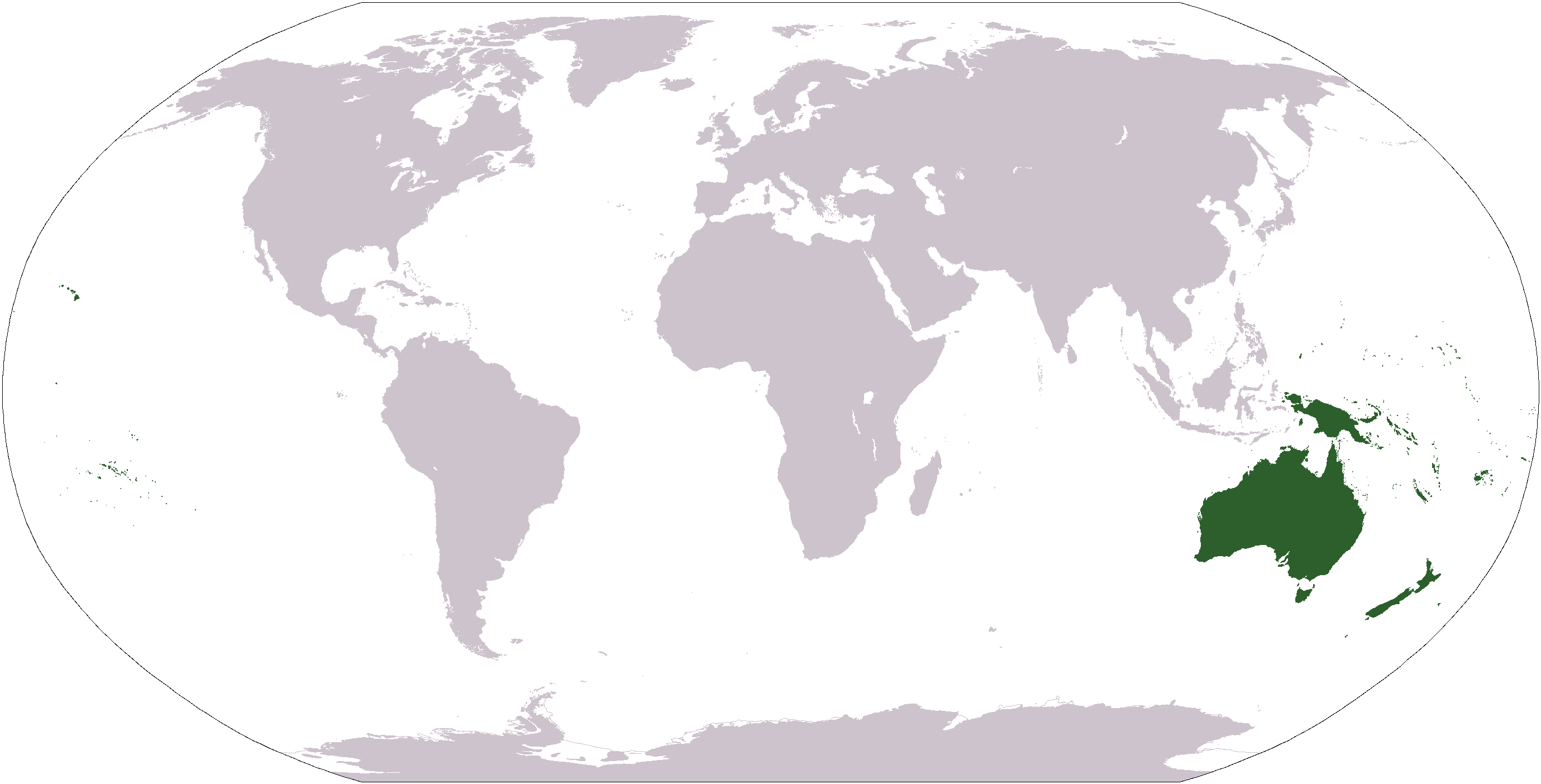
Oceanië

- Australië (Nieuw-Holland) (geen kolonisatie) (ontdekt in 1606)
  - Tasmanië (van Diemensland) (in 1642 ontdekt)

In Oceanië waren niet veel belangrijke kolonies. Tasmanië, Australië, Nieuw-Zeeland (vernoemd naar de Nederlandse provincie Zeeland) en andere eilanden zijn wel door de Nederlanders ontdekt en bezocht.

## Europa
- Noorwegen
  - Jan Mayen (1630-1650)

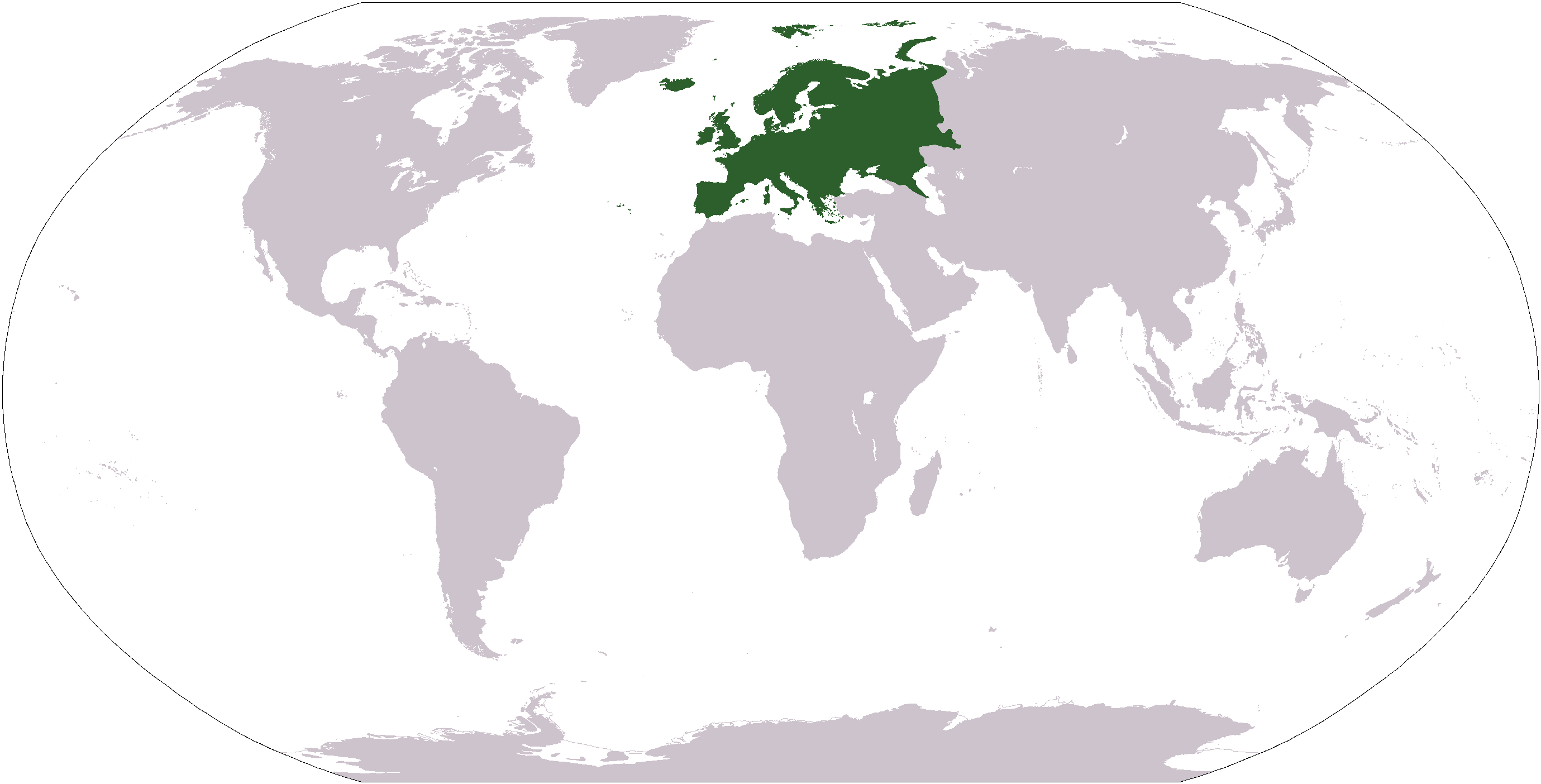
Europa

  - Spitsbergen, Smeerenburg, Barentszburg, Amsterdam (1620-1660)
    - Nederlandsche Spitsbergen Compagnie (Nespico): Rijpsburg (nederzetting 1920-1924), Barentszburg (nederzetting 1924-1932)
- Rusland
  - Nova Zembla (Het Behouden Huys 26 augustus 1596 - 14 juni 1597)
- Spanje
  - Gibraltar (samen met het Verenigd Koninkrijk, 1704-1713)

Gouvernementen: Goudkust* · Nederlands Brazilië · Nederlandse Antillen · Nederlands-Guiana (Berbice* · Cayenne · Demerary* · Essequebo* · Pomeroon · Suriname*) · Nieuw-Nederland
Gebieden met een directeur: Maagdeneilanden
Gebieden met een baron: Tobago (geleend aan Cornelis Lampsins)
Factorijen / handelsposten: Arguin · Loango-Angolakust · Senegambia · Slavenkust
Gouvernementen: Amboina* · Banda* · Batavia* · Ceylon · Coromandelkust* · Formosa · Java's Noordoostkust* · Kaapkolonie* · Makassar* · Malakka* · Mauritius · Molukken*
Directoraten: Vestingen in Bengalen · Vestingen in Perzië · Suratte
Commandementen: Bantam* · Malabar · Sumatra's Westkust*
Residenten: Bandjarmasin* · Cheribon* · Palembang* · Pontianak*
Gebieden met een opperhoofd: Birma · Dejima* · Vestingen in Siam · Timor · Tonquin
Factorijen: Vestingen in China
Nederzettingen: Amsterdam eiland (incl. Smeerenburg) · Jan Mayen
Vestingen: Acadia · Fort Nassau · Zoutpannen in Venezuela
*: Gebieden ook in handen van de Bataafse Republiek geweest.
kolonie · kolonisatie · kolonialisme · dekolonisatie (staatkundig) · dekolonisatie (cultureel)· neokolonialisme · postkolonialisme · imperialisme